# Ewa Chotomska
Ewa Helena Chotomska (ur. 1951 w Warszawie) – polska pisarka, autorka tekstów piosenek dla dzieci, scenarzystka.

## Życiorys
W 1968 po ukończeniu XVIII LO im. J. Zamoyskiego w Warszawie rozpoczęła studia na filologii germańskiej na Uniwersytecie Warszawskim. Razem z Andrzejem Markiem Grabowskim założyła w 1983 dziecięcy zespół Fasolki. Występowała w programie telewizyjnym Tik-Tak jako Ciotka Klotka. Program emitowano przez ponad 17 lat, nagrano ok. 1600 odcinków.
Ewa Chotomska była scenarzystką programów telewizyjnych skierowanych do najmłodszych: Tik-Tak, Fasola, Domowe przedszkole, Młynek. Jest także autorką tekstów do piosenek dla dzieci, które stały się znane, m.in.: Szczotka, pasta, Mydło lubi zabawę, Myj zęby, Moja fantazja.
W 2018 roku została uhonorowana Złotą ŻyRafką 2018 na Interdyscyplinarnym Festiwalu Sztuk Miasto Gwiazd. W tym samym roku otrzymała Odznakę Honorową za Zasługi dla Ochrony Praw Dziecka.
W 2019 roku Ewa Chotomska została laureatką Orderu Uśmiechu.
Jest córką pisarki Wandy Chotomskiej (1929–2017) i Jerzego Steinmetza (1925–2019).

## Twórczość

### Programy telewizyjne
- 1983–1985: Fasola
- 1983–1986: Tik-Tak, także jako Ciotka Klotka[6]
- 2000-2007: Jedyneczka
- od 2001: Budzik

### Książki
- 1988, 2013: Zając poziomka Ewa Chotomska, Andrzej Marek Grabowski, Wydawnictwo Literatura, ISBN 978-83-7672-218-4[7][8]
- 2004: Kuchenny Alfabet w Zagadkach, Wydawnictwo Literatura, ISBN 978-83-7672-056-2.
- 2008: Pamiętnik Felka Parerasa, Wydawnictwo Literatura, ISBN 978-83-61224-09-9.
- 2009: Piosennik Ciotki Klotki, Wydawnictwo Literatura, ISBN 978-83-61224-70-9.
- 2012: Opowiadania o zwierzętach. Polscy pisarze dzieciom, Tomasz Trojanowski, Anna Onichimowska, Paweł Beręsewicz, Renata Piątkowska, Barbara Ciwoniuk, Irena Landau, Beata Ostrowicka, Agnieszka Frączek, Marcin Brykczyński, Barbara Kosmowska, Grażyna Bąkiewicz, Joanna Papuzińska, Liliana Bardijewska, Ewa Chotomska, Roksana Jędrzejewska-Wróbel, Joanna Olech, Barbara Gawryluk, Barbara Stenka, Kalina Jerzykowska, Paweł Wakuła, Olga Masiuk, Joanna Jagiełło, Andrzej Grabowski, Wojciech Wróbel, Katarzyna Bajerowicz, Mikołaj Kamler, Magdalena Kozieł-Nowak, Wydawnictwo Literatura, ISBN 978-83-7672-134-7.
- 2016: Hopsasa Felka Parerasa, Wydawnictwo Literatura, ISBN 978-83-7672-423-2.
- 2018: Śpiewamy z Fasolkami przeboje Taty i Mamy, Ewa Chotomska, Andrzej Marek Grabowski, Krzysztof Marzec, Wydawnictwo Literatura, ISBN 978-83-7672-573-4.
- 2020: 1001 marzeń, Ewa Chotomska, Mariusz Szwonder, Wydawnictwo Psychoskok, ISBN 978-83-8119-633-8.